# Charles Robert Ratcliff
Charles Robert Ratcliff è un personaggio televisivo co-protagonista della miniserie televisiva britannica del 1961 A for Andromeda, del sequel, del remake italiano e dei romanzi da essa tratti, scritti da Fred Hoyle e John Elliot.

## Storia
Charles Robert Ratcliff è il ministro delle scienze del Regno Unito; egli segue, insieme al suo sottosegretario l'onorevole J. M. Osborne, lo sviluppo della costruzione del nuovo radiotelescopio sito a Bouldershaw Fell, prossimo all'inaugurazione dopo essere stato progettato e realizzato, rispettivamente dal dottor John Fleming e dall'ingegner Dennis Bridger, sotto la supervisione del professor Ernest Reinhart, direttore dell'osservatorio.
Egli costituisce il tramite tra la politica, il primo ministro ed il comando militare interalleato, rappresentato dal generale statunitense Vandenberg; tra i suoi compiti infatti, oltre a quello di chiedere ed ottenere i finanziamenti necessari alla realizzazione del progetto, vi è quello di sostenere, in concerto con il suo Sottosegretario, l'indipendenza e soprattutto l'affidabilità degli scienziati che vi lavorano, a fronte di una costante fuga notizie che sembra provenire dall'osservatorio, compito che i due svolgono non senza difficoltà ma con grande diplomazia.
Un evento nuovo, intercorso la sera prima dell'inaugurazione del radiotelescopio, ossia la scoperta di un segnale proveniente dalla galassia di Andromeda, lo induce a favorire presso i militari l'utilizzo del potente calcolatore impegnato per la difesa, sito alla base missilistica di Thorness, allo scopo di realizzare l'ulteriore progetto di un super calcolatore e di un successivo programma da inserirvi.
La nascita di Andromeda, una creatura nata in un sintetizzatore biologico dai dati forniti dal calcolatore, e la scoperta delle sue straordinarie capacità, unite a quelle del nuovo super calcolatore, lo indurranno a chiedere senza successo al Primo Ministro il loro utilizzo per lo sviluppo del paese, diniego che egli accoglierà con la consueta dose di diplomazia.

## Adattamenti e sequel
Il romanzo e lo sceneggiato televisivo britannico, dove Charles Robert Ratcliff è interpretato da Ernest Hare, sono stati seguiti dallo sequel britannico The Andromeda Breakthrough, dove il personaggio è interpretato da Norman Scace, e dallo sceneggiato televisivo italiano del 1972 A come Andromeda, per la regia di Vittorio Cottafavi, dove Charles Robert Ratcliff è interpretato da Edoardo Toniolo, mentre nel 2006 è stato realizzato il film tv britannico A for Andromeda, diretto da John Strickland, dove tuttavia il personaggio non compare.